# Puerta del Ángel (metrostation)
Puerta del Ángel is een metrostation in het stadsdeel Latina van de Spaanse hoofdstad Madrid. Het station werd geopend op 10 mei 1995 en wordt bediend door lijn 6 van de metro van Madrid.